# Locago
Locago (in greco antico: λοχαγός?, lochagós, da λόχος, "battaglione", e ἀγω, "guidare") che  nella lingua greca significa "comandante di un lochos", è stato un grado militare dell’antica Grecia successivamente ripreso anche in età contemporanea dall’Esercito greco con la medesima denominazione, equiparato a quello di capitano di altri eserciti (codice NATO: OF-2).

## Antica Grecia
Nell'antica Grecia il Lochagos era il comandante dell'unità tattica fondamentale della falange, il lochos (in greco antico: λόχος?, traslitterato in Lòchos; al plurale λόχοι, lochoi), una sotto-unità tattica dell'antica Grecia e dell'esercito greco moderno, che era composto da quattro enomotie, gruppi di 24 uomini guidati da un enomotarca; ogni enomotia era composta a propria volta da tre colonne o squadre (stìchoi o dekanìe) di 8 uomini. Il lochos risultava quindi composto mediamente da un centinaio di uomini. Il termine Lòchos deriva da una parola greca che significava sia "agguato" che "chi compie l'agguato";
Nell'esercito spartano, in cui le enomotie si componevano di trentasei uomini, il lochos era generalmente più numeroso: Senofonte riporta che a Sparta il locago dipendeva da un polemarco; ad Atene, invece, Aristotele testimonia che il locago dipendeva dal tassiarco.
Il grado di locago era più o meno equivalente al centurione dell'esercito romano. Il termine venne usato però anche da scrittori successivi per descrivere la carica civile di comandante di una curia. Il rango era ancora in uso in campo militare nell'esercito dell'Impero bizantino.

## Impero bizantino
Nell'esercito bizantino il termine "lochos" continuò ad essere usato per indicare la singola fila ed era l'unità di fanteria di base composta solitamente da sette uomini comandati da un locago. Nella versione del contubernium romano, questa unità dormiva e mangiava insieme in un'unica tenda ed era dotata permanentemente di un servo. Il locago veniva chiamato anche dekarchion o dekarchos, che significa "capo dei dieci" .

## Grecia moderna
Nella Grecia moderna lochagós è un grado dell'Esercito Ellenico, superiore a Ypolochagos (Tenente) e inferiore a Tagmatarchis (maggiore), omologo del capitano dell'Esercito Italiano.

### Distintivo di grado
Il distintivo di grado è costituito da tre stelle argentate a sei punte.

controspallina di Lochagos (1908–1936)
controspallina di Lochagos (1937–1968)
controspallina di Lochagos dal 1968